# NGC 3220
NGC 3220 (również IC 604, PGC 30462 lub UGC 5614) – galaktyka spiralna (Sb), znajdująca się w gwiazdozbiorze Wielkiej Niedźwiedzicy. Odkrył ją William Herschel 8 kwietnia 1793 roku.